# Marjorie Lawrence
Marjorie Florence „Margie” Lawrence (ur. 17 lutego 1907, zm. 13 stycznia 1979 w Little Rock) – australijska śpiewaczka sopranowa.
Debiutowała w 1932 w Monte Carlo. Od 1935 do 1941 była solistką Metropolitan Opera w Nowym Jorku. Mimo że od 1948 była częściowo sparaliżowana wskutek choroby Heinego-Medina, kontynuowała swoje występy estradowe do 1948. Współtworzyła scenariusz do swej filmowej autobiografii pt. Przerwana melodia z 1955, w którym ją samą zagrała Eleanor Parker. Komandor Orderu Imperium Brytyjskiego (CBE).